# 憂鬱な楽園
『憂鬱な楽園』（ゆううつならくえん、原題：南國再見，南國、英題：Goodbye South, Goodbye）は、1996年に制作された台湾・日本合作映画。

## 概要
『ナイルの娘』以来となるホウ・シャオシェン（侯孝賢）監督の現代もので、前作『好男好女』でカンヌに行った際のガオ・ジェ（高捷）、リン・チャン（林強）、伊能静の3人の関係性の面白さがヒントとなって製作された作品。撮影は難航し、中断を挟んで7、8カ月かけて撮り終えた。ホウ・シャオシェン映画の常連であるリー・ティエンルー（李天祿）の遺作となった。

## キャスト
- ガオ（高）：ガオ・ジェ（高捷）
- ピィエン（扁頭）：リン・チャン（林強）
- マーホァ（麻花）：伊能静
- アイン：シュウ・グイイン（徐貴櫻）
- シイ：キン・ジェウェン（金介文）
- アトン：リェン・ピートン（連碧東）
- 養豚場の老人：リー・ティエンルー（李天祿）

## スタッフ
- 監督：ホウ・シャオシェン（侯孝賢）
- 脚本：チュー・ティエンウェン（朱天文）
- 撮影：リー・ピンビン（李屏賓）、チェン・ホアイエン（陳懐恩）
- 美術：ホワン・ウェンイン（黄文英）
- 編集：リャオ・チンソン（廖慶松）
- 音楽：リン・チャン（林強）
- 製作：水野勝博、市山尚三、ホァン・チェン（黄忠）、キン・ジェウェン（金介文）、シェ・ピンハン（謝屛翰）
- 製作総指揮：奥山和由、ヤン・ダイクイ（楊登魁）